# Hugo Bail
Carl August Hugo Bail (* 21. März 1863 in Danzig, Königreich Preußen; † 20. Dezember 1942 in Danzig-Langfuhr) war ein deutscher Jurist und Bürgermeister in Danzig.

## Leben
Der Vater Theodor Bail war Lehrer und Botaniker in Danzig, die Mutter war Bertha Gutschke. Hugo Bail besuchte das Realgymnasium zu St. Johann in Danzig und legte sein Abitur am Städtischen Gymnasium ab. Danach studierte er Jura in Heidelberg und Leipzig. Seit 1886 war Hugo Bail als Referendar in Marienwerder tätig, später als Gerichtsassessor in Posen. In Berlin promovierte er zum Dr. jur. (1912?)
Seit 1893 war Hugo Bail Stadtverordneter in Danzig. 1910 wurde er Bürgermeister, als Stellvertreter des Oberbürgermeisters. Von Oktober 1918 bis Februar 1919 war er kommissarischer Oberbürgermeister. In dieser Zeit gab es Novemberunruhen mit Massendemonstrationen in Danzig (während der Novemberrevolution in Berlin). Danach war er weiter Bürgermeister bis zur Auflösung des Magistrats im Jahre 1921. Anschließend arbeitete Hugo Bail als Rechtsanwalt und Notar in Danzig. Von 1925 bis 1926 war er parlamentarischer Senator der Freien Stadt Danzig für die Deutschliberale Partei.
Hugo Bail war mit Helene Hanna Apfelbaum verheiratet. Sie hatten vier Kinder, darunter 
- Theodor Bail
- Otto Bail

## Schriften
Hugo Bail veröffentlichte juristische Schriften und ein Drama.
- Der Streik. Dresden 1908, Uraufführung 6. Februar 1914 in Danzig, ein Drama über den Verlauf eines Streikes, mit dem Versuch zwischen den Streikenden und dem Unternehmer Verständigung zu schaffen.[1][2][3]
- Das Rechtsverhältnis der Arbeitgeber und Arbeitnehmer in Handwerk, Industrie und Handelsgewerbe, auf Grund der Reichsgesetze und ihrer Ausgestaltung durch Wissenschaft und Rechtsprechung, Hayn Berlin, 1912 (Dissertation?)